# Ливия на летних Олимпийских играх 1992
Ливия принимала участие в Летних Олимпийских играх 1992 года в Барселоне (Испания) в пятый раз за свою историю, но не завоевала ни одной медали.